# Filacciano
Filacciano ist eine Gemeinde in der Metropolitanstadt Rom in der italienischen Region Latium mit 453 Einwohnern (Stand 31. Dezember 2023). Sie liegt 58 Kilometer nördlich von Rom.

## Geografie
Filacciano liegt im Tal des Tiber

## Bevölkerungsentwicklung
| Jahr      | 1881 | 1901 | 1921 | 1936 | 1951 | 1971 | 1991 | 2001 |
| --------- | ---- | ---- | ---- | ---- | ---- | ---- | ---- | ---- |
| Einwohner | 551  | 677  | 645  | 631  | 626  | 529  | 472  | 502  |

Quelle: ISTAT

## Politik
Giovanni Falpo (Bürgerliste) wurde im Juni 2009 zum Bürgermeister gewählt; er löste Alfiero Malpicci ab, der nicht mehr kandidierte. Am 5. Juni 2016 wurde Silverio de Bonis zum neuen Bürgermeister gewählt.